# Elene Gedevanisjvili
Elene Gedevanisjvili (georgiska: ელენე გედევანიშვილი) född 7 januari 1990 i Tbilisi, är en georgisk konståkare. 

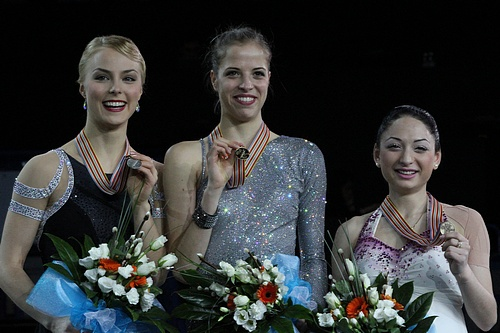
Elene Gedevanisjvili på pallen vid EM i Sheffield 2012.

Gedevanisjvili blev när hon tog bronset vid EM i Tallinn 2010 Georgiens första konståkare att vinna en internationell medalj. Hon har hittills tagit två EM-brons.
Vid de europeiska mästerskapen 2010 tog Gedevanisjvili brons och blev i och med det Georgiens första konståkare att ta medalj i ett ISU-mästerskap.
I december 2010 var hon rankad som 13:e av International Skating Union. Gedevanisjvili debuterade i mästerskapssammanhang vid EM år 2006, där hon slutade 5:a. Vid de olympiska vinterspelen samma år låg Gedevanisjvili på en sjätte plats efter det korta programmet, och slutade till sist på en tionde plats. Vid de olympiska vinterspelen 2010 i Vancouver, Kanada, slutade Gedevanisjvili på en fjortonde plats. Vid europamästerskapen i Sheffield 2012 tog Gedevanisjvili bronset efter vinnande Carolina Kostner från Italien.